# Mont Avril
Mont Avril – szczyt w Alpach Pennińskich, części Alp Zachodnich. Leży na granicy między Włochami (region Dolina Aosty) a Szwajcarią (kanton Valais). Należy do masywu Grand Combin.